# 卡尔·冯·施蒂尔克
卡尔·冯·施图格赫伯爵（德語：Karl von Stürgkh，1859年10月30日—1916年10月21日），是奥匈帝国时期的贵族、政治家。施图格赫在1891年被选入帝国委员会成员，后于1911年至1916年间担任奥地利首相。1914年七月危机期间，他作为鹰派和外相贝希托尔德伯爵、参谋总长康拉德·冯·赫岑多夫等都主张立即对塞尔维亚进行攻击。一战爆发之后，他积极应对战事并实行严格的言论审查制度。1916年10月21日，他在餐厅用餐时遭社会民主党人刺杀身亡。